# Гіршнах
Гіршнах (нім. Gierschnach) — громада в Німеччині, розташована в землі Рейнланд-Пфальц. Входить до складу району Маєн-Кобленц. Складова частина об'єднання громад Майфельд.
Площа — 3,27 км2. Населення становить 270 ос. (станом на 31 грудня 2020).